# Kecskés Zsolt
Kecskés Zsolt Márk (Budapest, 1996. október 4. –) magyar labdarúgó, aki jelenleg a Pietà Hotspurs játékosa.

## Pályafutása
Pályafutását Csepelen kezdte, ez idő tájt felkeltette a Ferencváros figyelmét. Később Gárdonyba került, ekkor Spanyolországból keresték meg, majd a kaposvári Bene Ferenc Labdarúgó Akadémia játékosa lett. 2013-ban Máltára költözött családjával, ahol a Valletta utánpótlásbázisán folytatta pályafutását, innen került jelenlegi csapatához, a Pietà Hotspurshöz. 2015 januárjában debütált a máltai első osztályban a Valletta FC ellen 3–0-ra elveszített meccsen lépett először pályára.